# Дискурзивна психологија
Дискурзивна психологија (ДП) је облик анализе дискурса који се фокусира на психолошке теме у разговору, тексту и сликама.
Као супротност мејнстрим психолошком третману дискурса као „огледала“ за изражавање мисли, намера, мотива, итд., оснивачи ДП-а су је замишљали као „грађевинско двориште“ у коме су сви такви претпостављени претходни и независни појмови мишљења грађени од лингвистичких материјала, актуализовани и, на различите мање директне начине, обрађени и вођени. Овде проучавање психолошког подразумева посвећеност не унутрашњем животу ума, већ писаним и говорним праксама у оквиру којих су људи призивали, имплицитно или експлицитно, појмове управо попут „унутрашњег живота ума“.
Дискурзивна психологија стога почиње са психолошким феноменима као стварима које се конструишу, прате и разумеју у интеракцији. Евалуација се, рецимо, може конструисати коришћењем одређених фраза и идиома, на које прималац одговара (можда као комплимент) и третирати као израз јаке позиције. У дискурзивној психологији, фокус није на психолошким стварима које некако излазе у интеракцију; радије, интеракција је примарно место где су психолошки проблеми активни. Он је филозофски супротстављен традиционалнијим когнитивистичким приступима језику. Користи студије природног разговора да би критиковао начин на који су теме концептуализоване и третиране у психологији.

## Студија
Дискурзивна психологија је релативно нова област или субдисциплина психологије. Развила се крајем двадесетог и почетком двадесет првог века, углавном из друштвеног конструкционизма и анализе дискурса и снажно је повезана са методолошким иновацијама и анализом језичких података. Међутим, њен већи значај је теоријски, кроз изазове које је поставио за концептуализације кључних психолошких феномена, као што су памћење, ставови, емоције и разумевање особе. И даље је обележена споровима о њеној одговарајућој територији и пракси, као и да генерише нова и другачије названа поља рада.
Дискурс се може једноставно дефинисати као говорна или писмена комуникација. Из тога следи да се термин анализа дискурса може разумети као анализа такве комуникације. Међутим, у контексту истраживања, анализа дискурса је неспецифичан појам. Користи се за означавање:
- методе или скуп стратегија или процедура за анализу података који с у прикупљени или генерисани за решавање одређених истраживачких питања;
- методологију или план акције који лежи у основи нашег избора одређених метода анализе података и повезује овај избор са оним што се истраживач нада да ће постићи помоћу истраживања
- перспектива друштвеног живота која укључује метатеоријски и теоријски, заједно са аналитичким, принципи;
- критика когнитивизма у психологији – то јест, о идеји да су когнитивни процеси примарни обликотворци људског деловања[4]